# 濟姆納河
濟姆納河（羅馬化：Zimna Voda）是烏克蘭西部的河流，流經利維夫州，屬於多馬日爾河的左支流。河道全長16公里，流域面積107平方公里。